# 藤原隆男
藤原 隆男（ふじわら たかお、1953年1月23日 - ）は、日本の宇宙物理学研究者、京都情報大学院大学教授。無衝突恒星系や、質量をもつニュートリノからなる無衝突ガスに対して、ヴラソフ方程式（無衝突ボルツマン方程式）を用いたシミュレーションを初めて導入した。

## 経歴
- 京都大学理学士、同大学院博士課程修了（宇宙物理学専攻）、理学博士[3][4]
- 京都市立芸術大学名誉教授[5],元京都市立芸術大学美術学部教授・同学部長[6]

## 著書
- 福江純,藤原隆男,岡田理佳「宇宙の旅―PC-9801で体験する現代天文学」,アスキー出版局,1992　ISBN4756105327

## 論文
- Takao Fujiwara:"Vlasov Simulation of Stellar Systems:Infinite Homogeneous Case",PASJ Vol.33,p.531,1981 国立国会図書館書誌ID:2429661
- Takao Fujiwara:"Formation of Massive Galactic Halos with Neutrinos",Prog.Theor.Phys.Vol.70,p.603,1983 国立国会図書館書誌ID:2600044
- Takao Fujiwara:"Integration of the Collisionless Boltzmann Equation for Spherical Stellar Systems",PASJ Vol.35,p.547,1983 国立国会図書館書誌ID:2991533
- 共著:"Collisionless Boltzmann Simulation of Stellar Disks.III.Deformation of Normal Modes to Bar Patterns",PASJ Vol.36,p.27,1984　ISSN:00046264[7]
- Takao Fujiwara:"Unseen Mass and the Density Profile in Galactic Halos,in Theoretical Aspects on Structure,Activity,and Evolution of Galaxies II"(Tokyo Astronomical Observatory),p.166,1984　[8]
- 共著:"Global Instability of Stellar Disks with Bulge-Like Components,in Theoretical Aspects on Structure,Activity,and Evolution of Galaxies III" (Tokyo Astronomical Observatory),p.17-22,1985　[9]
- 共著:"Global Instability of Thin Stellar Discs",Astrophys.Space Sci.Vol.119,p.199,1986
- 共著:"Stabilization of Stellar Disks by a Bulgelike Component",PASJ Vol.39,p.447,1987　国立国会図書館書誌ID:3151499
- 共著:"One-Armed Instabilities of Flat Stellar Disks with a Different Amount of Retrograde Stars",PASJ Vol.41, p.841,1989 NAID40005268174
- Takao Fujiwara:"Integration of the Collisionless Boltzmann Equation:The Tracing Back Method,in Numerical Astrophysics in Japan 2" (National Astronomical Observatory of Japan),p.101,1991
- 共著:"Growth of Velocity Dispersions for Collapsing Spherical Stellar Systems",PASJ Vol.48,p.503,1996　NAID:10002595231
- 共著:"The Origin and Formation of Cuspy Density Profiles through Violent Relaxation of Stellar Systems",MNRAS Vol.311,p.377,2000　DOI:10.1046[10]
- 藤原隆男「英文ワードプロセッサのための特殊文字―ダウンロード文字作成プログラム」,京都市立芸術大学美術学部紀要 Vol.32,p.63,1988　NAID40000743037
- 藤原隆男「16色によるフルカラー画像の表示について」,京都市立芸術大学美術学部紀要 Vol.35,p.29,1991　NAID40000743060
- 藤原隆男「英語母音合成プログラム」,京都市立芸術大学美術学部紀要 Vol.44,p.71,2000　NAID40000743104
- 藤原隆男「プロファイル変換でのレンダリングインテントによる色彩の差異について」,京都市立芸術大学美術学部紀要 Vol.62,p.1,2018　NAID120006489533

## 報告・寄稿
- 藤原隆男「見えない質量と銀河形成」,天文月報 Vol.77,p.84,1984　NAID40002565694
- 藤原隆男「ミドルセックス滞在記」,京都市立芸術大学美術学部紀要 Vol 34,p.95,1990　NAID40000743050
- 藤原隆男「パソコンで体験する天文学―宇宙の旅 第4話」,月刊アスキー Vol.15,No.8,p.305,1991　DOI:10.11501/3250763　ISSN:03865428
- 藤原隆男「パソコンで体験する天文学―宇宙の旅 第7話」,月刊アスキー Vol.15,No.10,p.322,1991　DOI:10.11501/3250765　ISSN:03865428
- 藤原隆男「パソコンで体験する天文学―宇宙の旅 第8話」,月刊アスキー Vol.15,No.10,p.326,1991　DOI:10.11501/3250765　ISSN:03865428
- 藤原隆男「パソコンで体験する天文学―宇宙の旅 第12話」,月刊アスキー Vol.16,No.1,p.359,1992　 DOI:10.11501/3250769　ISSN:03865428
- 藤原隆男「無衝突ボルツマン方程式の数値解法」,物性研究 Vol.61,p.116,1993　NAID110006455266
- 藤原隆男「無衝突ボルツマン方程式の数値解法」,素粒子論研究 Vol.88,p.C22,1993　NAID1100064111211
- 共著「宇宙への芸術的アプローチ」,国際高等研究所報告書「JEMの人文社会的利用法に係わる調査研究」第1章,1998
- 共著「宇宙への芸術的アプローチ,共同研究成果報告書」,宇宙航空研究開発機構+京都市立芸術大学(CD-ROM),2004,国立国会図書館書誌ID:000008000440　ISSN:1349-113X
- 共著「宇宙への芸術的アプローチ,共同研究最終成果報告書:写真・記録集」,宇宙航空研究開発機構+京都市立芸術大学,2005,国立国会図書館書誌ID:000007990782　ISSN:1349-113X
- 共著「宇宙への芸術的アプローチ,共同研究最終成果報告書:宇宙飛行士インタビュー集」,宇宙航空研究開発機構+京都市立芸術大学,2005,国立国会図書館書誌ID:000007990786　ISSN:1349-113X
- 「シミュレーションプログラムで描く最新宇宙像－新・宇宙の旅 第1回」,月刊アスキー Vol.29,No.3,p.88，2005
- 「シミュレーションプログラムで描く最新宇宙像－新・宇宙の旅 第3回」,月刊アスキー Vol.29,No.5,p.116,2005
- 「シミュレーションプログラムで描く最新宇宙像－新・宇宙の旅 第6回」,月刊アスキー Vol.29,No.8,p.206,2005
- 「シミュレーションプログラムで描く最新宇宙像－新・宇宙の旅 第7回」,月刊アスキー Vol.29,No.9,p.198,2005
- 共著「水の球を用いた造形実験,JAXA 文化・人文社会科学利用パイロットミッション成果物」（映像作品),2010
- 共著,研究報告書「世界は黄色 ハリハリ空間―奥行きの感覚を求めて―」,京都市立芸術大学美術学部「奥行きの感覚」研究グループ,2014,NCID:BB20489913
- 共著,研究プロジェクト「奥行きの感覚」2016年度活動報告,京都市立芸術大学美術学部紀要 Vol.61,p.45,2017,NAID120006311763　ISSN:0288-6057
- 共著,研究プロジェクト「奥行きの感覚」2017年度活動報告,京都市立芸術大学美術学部紀要 Vol.62,p.115,2018,NAID120006489523　ISSN:0288-6057
- 共著,研究プロジェクト「奥行きの感覚」2018年度活動報告,京都市立芸術大学美術学部紀要 Vol.63,p.107,2019,NAID120006783290　ISSN:0288-6057
- 共著,研究プロジェクト「奥行きの感覚」2019年度活動報告,京都市立芸術大学美術学部紀要 Vol.64,p.93,2020,NAID120006878008　ISSN:0288-6057